# Mzdowiec
Mzdowiec (kaszb. Mzdówc) – osada w Polsce położona w województwie pomorskim, w powiecie słupskim, w gminie Kępice.
W latach 1975–1998 miejscowość należała administracyjnie do województwa słupskiego. Na południowo-wschodnim kierunku od miejscowości przebiega droga wojewódzka 208 .